# Сан Савино (Кремона)
Сан Савино је насеље у Италији у округу Кремона, региону Ломбардија.
Према процени из 2011. у насељу је живело 217 становника. Насеље се налази на надморској висини од 42 м.